# قانون هوفستاتر
قانون هوفستاتر هو قول مأثور ذاتيّ المرجع صاغه دوجلاس هوفستاتر في كتابه Gödel، Escher، Bach: An Eternal Golden Braid (1979) لوصف الصعوبة التي يواجهها الناس على نطاق واسع في عدم دقة تقدير الوقت الذي سيستغرقه إكمال المهام ذات التعقيد الكبير:
قانون هوفستاتر هو ملاحظة مفادها أن «الأمر يستغرق دائمًا وقتًا أطول مما تتوقع ، حتى عندما تأخذ في الاعتبار قانون هوفستاتر». بعبارة أخرى ، دائمًا ما تكون تقديرات الوقت الذي سيستغرقه أي شيء لإنجازه أقل من الوقت الفعلي المطلوب - حتى عندما يتم زيادة الوقت المتوقع للتعويض عن ميل الإنسان الدائم للتقليل منه.
غالبًا ما يستشهد المبرمجون بقانون هوفستاتر  في مناقشات تقنيات تحسين الإنتاجية وتقليل الوقت اللازم لإنهاء مشروع البرمجة.من الأمثلة التي يناقشها المبرمجون ، The Mythical Man-Month أو البرمجة المتطرفة .

## نظرة تاريخية
في عام 1979 ، قدم هوفستاتر قانونه الذي يتعلق بمناقشة حواسيب لعب الشطرنج ، والتي كانت في ذلك الوقت تتعرض للهزيمة باستمرار من قبل لاعبين بشر رفيعي المستوى في لعبة الشطرنج، على الرغم من تفوق هذه الحواسيب على البشر في عمق تحليل العمليات المتكررة أو التحليل العودي . اعتبرت الحكمة التقليدية أن قوة اللاعبين البشريين تكمن في قدرتهم على التركيز على مواقف معينة بدلاً من متابعة كل خط لعب ممكن حتى الوصول إلى النتيجة النهائية.[بحاجة لمصدر] كتب هوفستاتر:
في عام 1997، أضحى حاسوب الشطرنج ديب بلو أول حاسوب يهزم بطلًا من البشر بفوزه على غاري كاسباروف.